# Cyrtolobus cristifera
Cyrtolobus cristifera är en insektsart som beskrevs av Carl Stål. Cyrtolobus cristifera ingår i släktet Cyrtolobus och familjen hornstritar. Inga underarter finns listade i Catalogue of Life.